# Isola Jaičnyj
L'isola Jaičnyj (in russo Яичный?) è un'isola della Russia nel Mar Caspio che fa parte dell'arcipelago Čečen'. Amministrativamente, appartiene al distretto urbano della città di Machačkala, capitale del Daghestan.

## Descrizione
L'isola, che è la più meridionale dell'arcipelago Čečen', si trova a nord della penisola di Agrachan, da cui la divide lo stretto canale Lopatinskyij Prochod, mentre il canale Kalmyčonok la divide dall'isola Bazar (a nord-est). Negli anni in cui il livello del Mar Caspio diminuisce, il passaggio tra Bazar e Jaičnyj scompare e le isole diventano una sola. La parte centrale dell'isola è elevata. Le estremità basse vengono inondate dall'acqua dai forti venti. L'isola è costituita da formazioni di sabbia..

## Collegamenti esterni

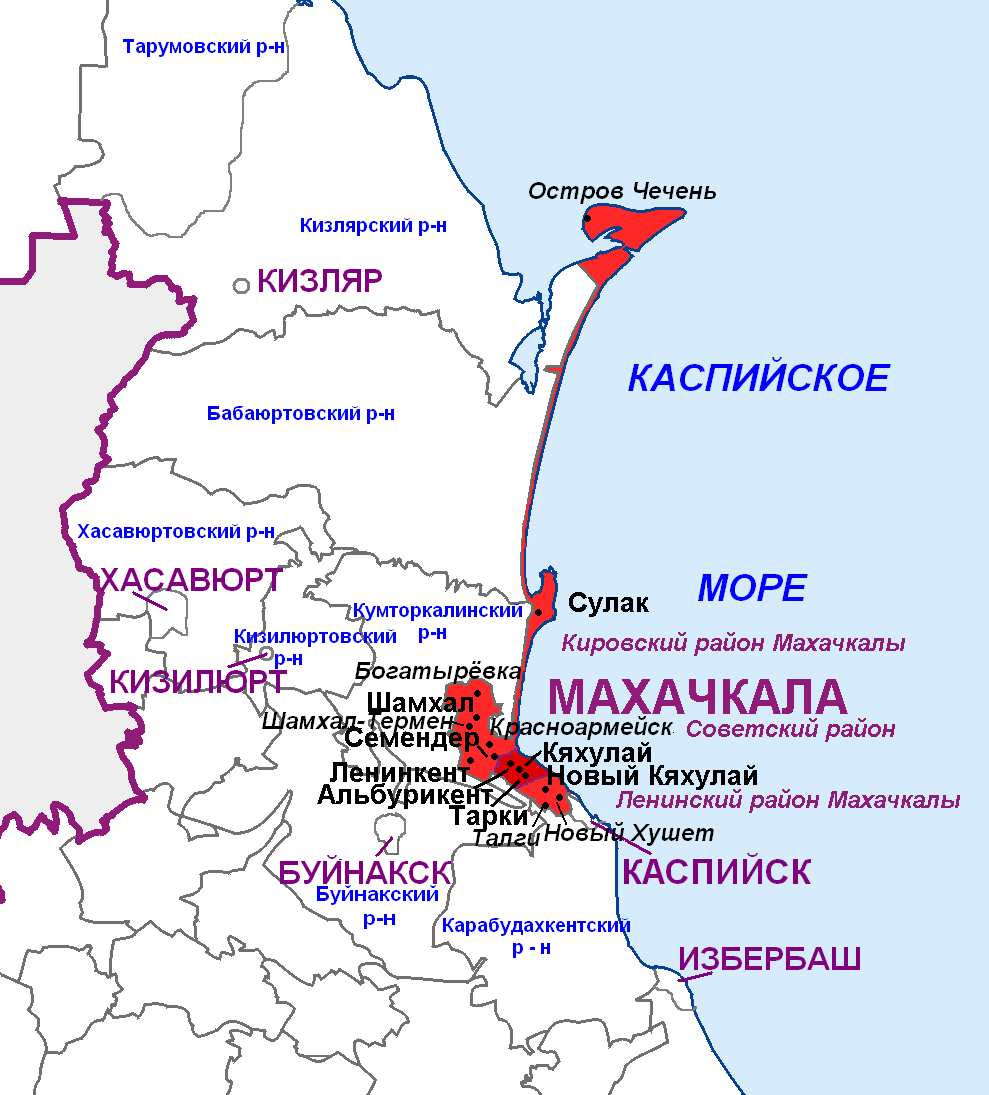
Il distretto urbano (okrug) della città di Machačkala (in rosso) che comprende l'arcipelago Čečen'